# Skog och träteknik
Skog och träteknik är ett utbildningsämne vid universitet och högskolor som behandlar kedjan från skogen och skogsbruket via förädling till slutprodukter där trä ingår i någon form. Man studerar bland annat skogsskötsel, skogsproduktion, skogsteknik, logistik, virkeslära samt ekonomi och marknad.

## Utbildning
- Kurser på universitetsnivå, inriktning Skog och träteknik, vid Högskolan i Dalarna
- Högskoleingenjörsutbildning, inriktning Skog och träteknik, vid Linnéuniversitetet
- Skogs- och träprogrammet vid Linnéuniversitetet